# 德勒馬 (內華達州)
德勒馬（英語：Delamar）是位於美國內華達州林肯縣的鬼鎮。

## 歷史
德勒馬的郵局於1894年設立，1914年關閉後又於1933年重啟，最終於1941年停運。

## 地理
德勒馬所處的海拔為高於海平面1812米（即5945英呎），而該地所採用的時區為UTC-8，即太平洋时区（PST）。同時該地設有夏令時間，為UTC-8調快一小時，即UTC-7（PDT）。